# 鷹合神社

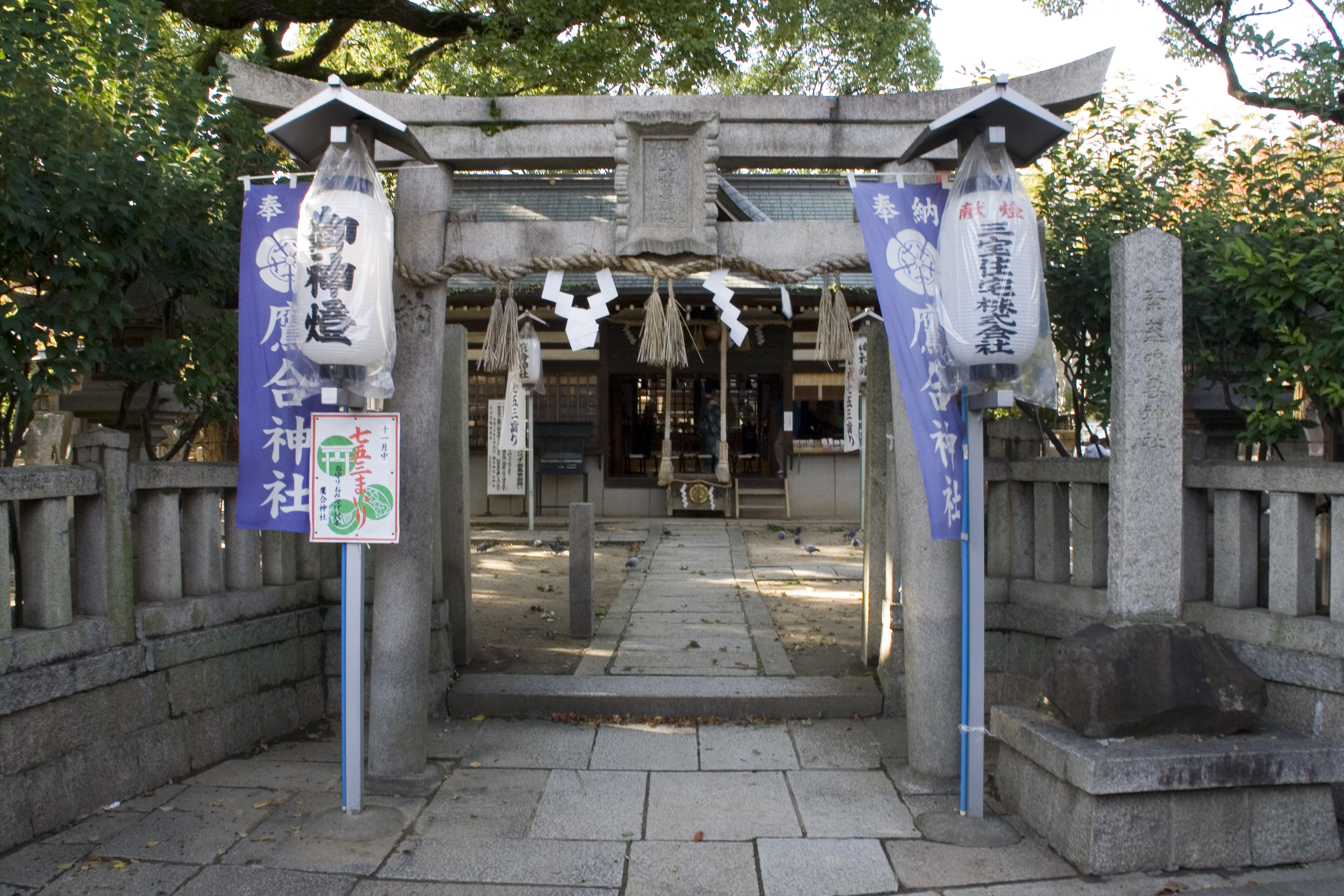
鳥居前

鷹合神社（たかあいじんじゃ）は、大阪府大阪市東住吉区鷹合にある神社。正式名称は素盞嗚尊神社。旧社格は村社。

## 祭神
- 素盞嗚尊

## 歴史
創建年代は不詳であるが、住吉神社の社家である青蓮寺家の記録の中に、延徳元年(1489年)8月に鷹合の祭りに関する記述があるため創祀はその以前と考えられる。古は鷹合村の東方の神所にあったのを、後に現在地に遷座したという。当初は鷹飼堂と呼ばれており、牛頭天王を祀っていた。明治5年（1872年）村社に列するとともに地名にちなんで鷹合神社と改称した。明治42年（1909年）6月、神饌幣帛料供進社に指定される。

## 境内社
- 鷹合稲荷社（祭神：稻荷大明神）
- 白姫社（祭神：巳之神白姫大明神）
- 伊勢神宮遥拝所

## 現地情報
所在地
- 大阪府大阪市東住吉区鷹合4-5-22

交通アクセス
- 近鉄南大阪線矢田駅下車後、徒歩約8分
- 近鉄南大阪線針中野駅下車後、徒歩約10分